# Katamaga
Katamaga – wieś w Botswanie w dystrykcie North West. Według spisu ludności z 2011 roku wieś liczyła 42 mieszkańców.